# Никита Угодник Божји
Свети Никита Угодник Божји, Никита Цариградски је хришћански светитељ, цариградски писар, блажени. 
Православна црква помиње Никиту Цариградског 9 (22) септембра. На икони је приказан у пуној висини са свитком. У животу је постигао високо духовно савршенство.

## Биографија
По житију свети Никита је живео у Цариграду у XII веку. Својим животом толико угодио Богу, да су се пред њим црквена врата сама отварала, и кандила сама од себе палила. Имао је два пријатеља – свештеника и ђакона Созонта. Стицајем околности су се посвађали. После смрти свештеника, његов пријатељ Созонт био је веома тужан што није стигао да се помири са њим. Испричао је старцу подвижнику о греху који мучи његову савест. Старац му је наредио да да писмо првој особи коју је сретне у поноћ у цркви Аја Софије. Ово се прво испоставило да је Никита, који је у то време био чтец. Пошто је прочитао писмо, заплакао је и рекао да је оно што је намеравао изнад његових снага, али ће молитвама старца који је послао Созонта учинити све што може. Пред вратима цркве се поклонио свети Никита са речима: „Господе, отвори нам двери милости Твоје“, и врата храма су се сама отворила. Према главним изворима, указује се да је свети Никита почео да се моли, остављајући ђакона на прагу. Созонт је видео како га обасјава дивна светлост. Пошто су обавили молитву, изашли су из храма, а врата су се сама затворила. Када су се приближили цркви Влахернске Богородице, Никита је поново почео да се моли, након чега су се пред њима отворила врата. У храму је постало светло, из олтара су изашла два реда свештеника, међу којима је био и пријатељ ђакона Созонта. Тада је Никита рекао Созонту: „Оче презвитеру, разговарај са својим братом и престаните са непријатељством које гајите међу собом”. Одмах ду се свештеник и ђакон поклонили један другоме, загрлили се и помирили. Када се свештеник вратио, врата су се сама затворила. Блажени Никита је тада поручио ђакону: „Брате Созонте, сачувај душу своју за себе и за моју корист. Реци Оцу који те је послао да чистота његових светих молитава и његово поверење у Бога могу васкрснути мртве.” Према главним изворима, указује се да је након ових речи Никита постао невидљив за Созонта. 